# Iridektomija
Iridektomija, također poznata kao kirurška iridektomija ili korektomija, je kirurško uklanjanje dijela irisa. Ovi zahvati se najčešće izvode u liječenju glaukoma uskog kuta i melanoma irisa.

## Usporedba s Nd:YAG laser iridotomijom
U slučajevima akutnog glaukoma uskog kuta, kirurška iridektomija je zamijenjena Nd:YAG laser iridotomijom, zato što je laserski zahvat mnogo sigurniji. Otvaranje očne jabučice za kiruršku iridektomiju u pacijenta s visokim intraokularnim tlakom izuzetno povećava rizik za suprahoroidalno krvarenje, s potencijalnim udruženjem ekscesivnog krvarenja.
Nd:YAG laser iridotomija izbjegava takvu katastrofu pomoću laserski napravljenog otvora u irisu,koji omogućava protok očne vodice iz stražnje u prednju očnu komoricu.

## Indikacije
Kirurška iridektomija je najčešće indicirana i izvođena u sljedećim slučajevima:
- Operacije katarakte kod pacijenata s glaukomom
- Kombinirani zahvat kod katarakte i glaukoma
- Akutnog glaukoma uskog kuta
- Stražnjeg kapsularnog razdora s gubitkom vitralnog tijela
- Implantacije prednje komorice IOL
- Vitreoretinalnog zahvata koji uključuje injekciju silikonskog ulja. Lokacija iridektomije u takvim slučajevima je na 6 sati, nasuprot rutinskoj iridektomiji koja se izvodi na 11 do 1 sat. To je iz razloga što je silikonsko ulje lakše od vode.
- Trauma irisa

## Tipovi
- Antiphogistična iridektomija je kirurško uklanjanje dijela irisa kako bi se smanjio intraokularni tlak u upalnim bolestima oka
- Bazalna iridektomija je iridektomija koja uključuje korijen irisa
- Optička iridektomija je kirurško uklanjanje dijela irisa u svrhu povećanja zjenice ili formiranja umjetne zjenice, kada je prirodna zjenica nedjelotvorna
- Periferna iridektomija je kirurški postupak uklanjanja dijela irisa u regiji njegova korijena, ostavljajući zjenični rub i musculus sphincter pupillae intaktnima. Koristi se u liječenju glaukoma.
- Preliminarna iridektomija ili preparatorna iridektomija je kirurški postupak uklanjanja dijela irisa koji prethodi uklanjaju katarakte. Olakšava uklanjanje kataraktalne leće.
- Sektorna iridektomija, također poznata kao kompletna iridektomija ili totalna iridektomija, je kirurško uklanjanje kompletnog radijalnog dijela irisa koji se proteže od zjeničnog ruba do korijena irisa. Zjenica u obliku ključanice ostaje nakon klinaste resekcije irisa.
- Stenopeična iridektomija je kirurško uklanjanje uskog prolaza ili malog dijela irisa, ostavljajući musculus sphincter pupillae intaktnim.
- Terapeutska iridektomija je kirurško uklanjanje dijela irisa u svrhu liječenja ili prevencije očnih bolesti

|  | Molimo pročitajte upozorenje o korištenju medicinskih informacija. Ne provodite liječenje bez savjetovanja s liječnikom! |